# Betacoronavirus
Los Betacoronavirus son uno de los cuatro géneros de coronavirus pertenecientes a la subfamilia Orthocoronavirinae dentro de la familia Coronaviridae, del orden Nidovirales. Estos virus están envueltos, y pertenecen a la clase IV de la clasificación de Baltimore (virus ARN monocatenario positivos). Son zoonosis que ocasionalmente infectan a humanos. Los géneros de coronavirus contienen varios linajes virales y Betacoronavirus consiste en cuatro de estos. Un nombre alternativo para el género es coronavirus del grupo 2. 
Los beta-CoV más importantes en la clínica humana son: OC43 y HKU1 para el linaje A, SARS-CoV y SARS-CoV-2 para el linaje B y MERS-CoV para el linaje C. MERS-CoV es el primer betacoronavirus perteneciente al linaje C que se sabe que infecta a los humanos.
Los géneros Alphacoronavirus y Betacoronavirus descienden del acervo genético de los murciélagos.

## Virología
Los alfa y betacoronavirus infectan principalmente a los murciélagos, pero también, a otras especies como los humanos, los camellos y los conejos. Los Beta-CoV que han causado epidemias en humanos generalmente inducen fiebre y síntomas respiratorios. Entre ellos se incluyen: 
- SARS-CoV, síndrome respiratorio agudo grave.
- MERS-CoV, síndrome respiratorio de Oriente Medio.
- SARS-CoV-2, pandemia de COVID-19.

## Genoma
Su genoma oscila entre las 26 y 32 kilobases, por lo que es de gran tamaño. La estructura general del genoma de β-CoV es similar a la de otros CoV, con una poliproteína replicasa ORF1ab (rep, pp1ab), entre otros elementos. Esta poliproteína se escinde en muchas proteínas no estructurales.
A mayo de 2013, se han publicado en GenBank 46 genomas completos de Orthocoronavirinae.

## Clasificación

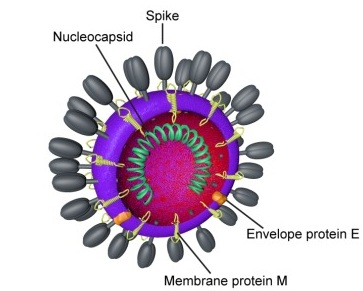
Diagrama de la estructura del virión del coronavirus que muestra picos que forman una "corona" similar a la corona solar, del cual proviene su nombre.

Dentro del género Betacoronavirus (Coronavirus del grupo 2), se reconocen comúnmente cuatro linajes (A, B, C y D): 
- El linaje A (subgénero Embecovirus ) incluye HCoV-OC43 y HCoV-HKU1 (varias especies)
- El linaje B (subgénero Sarbecovirus ) incluye SARS-CoV (varias especies) y SARS-CoV 2 (inicialmente 2019-nCoV)
- El linaje C (subgénero Merbecovirus) incluye el coronavirus de murciélago Tylonycteris HKU4 (BtCoV-HKU4), el coronavirus de murciélago Pipistrellus HKU5 (BtCoV-HKU5) y MERS-CoV (varias especies)
- El linaje D (subgénero Nobecovirus) incluye el coronavirus de murciélago Rousettus HKU9 (BtCoV-HKU9)[9]

Los cuatro linajes también se nombran ocasionalmente usando letras griegas o numéricamente. Otro subgénero es el Hibecovirus, incluido Bat Hp-betacoronavirus Zhejiang2013.

## Morfología

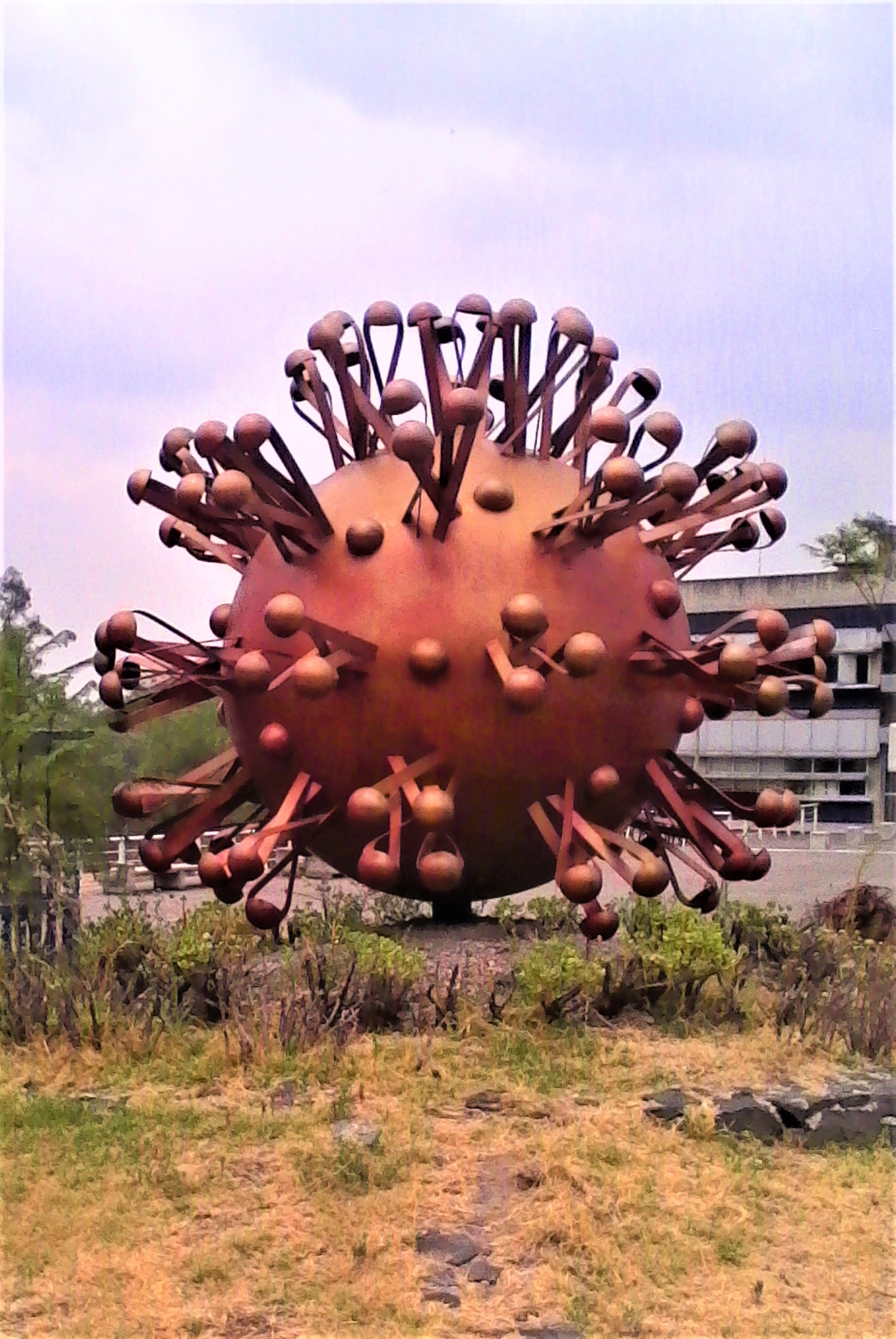
Escultura coronavirus ubicada en el Instituto de Investigaciones Biomédicas de la UNAM, México

Los virus del linaje A difieren de todos los demás de este género en que tienen una proteína similar a un pico más corta llamada hemaglutinina esterasa (HE). 
Los coronavirus se llaman así por su apariencia bajo el microscopio electrónico donde se observan unos picos formando una corona que rodea su superficie similar a la corona solar. Esta morfología es creada por los peplómeros de los picos de la superficie viral, que son proteínas que pueblan la superficie del virus y determinan el tropismo por el huésped. El orden Nidovirales lleva el nombre en referencia a la palabra latina nidus, que significa nido. Se refiere a la producción de este orden de un conjunto anidado de ARNm 3'-coterminal durante la infección.
Se han descrito varias estructuras de las proteínas de los picos. El dominio de unión al receptor en la proteína del pico de Alphacoronavirus y Betacoronavirus está catalogado como IPR018548. La proteína en cuestión es un trímero (PDB 3jcl
); y su estructura central se asemeja a la de las proteínas F (fusión) del paramixovirus. El receptor no está muy conservado. Por ejemplo, entre los Sarbecovirus, solo un sublinaje que contiene al virus SARS posee el receptor ECA2.